# Sarotlahörner
Sarotlahörner är en bergstopp i Österrike.   Den ligger i distriktet Bludenz och förbundslandet Vorarlberg, i den västra delen av landet, 500 km väster om huvudstaden Wien. Toppen på Sarotlahörner är 2 192 meter över havet, eller 75 meter över den omgivande terrängen. Bredden vid basen är 0,13 km.
Terrängen runt Sarotlahörner är huvudsakligen bergig, men söderut är den kuperad. Närmaste större samhälle är Feldkirch, 19,8 km nordväst om Sarotlahörner. 
Trakten runt Sarotlahörner består i huvudsak av gräsmarker. Runt Sarotlahörner är det ganska glesbefolkat, med 47 invånare per kvadratkilometer.